# Сельское хозяйство Израиля

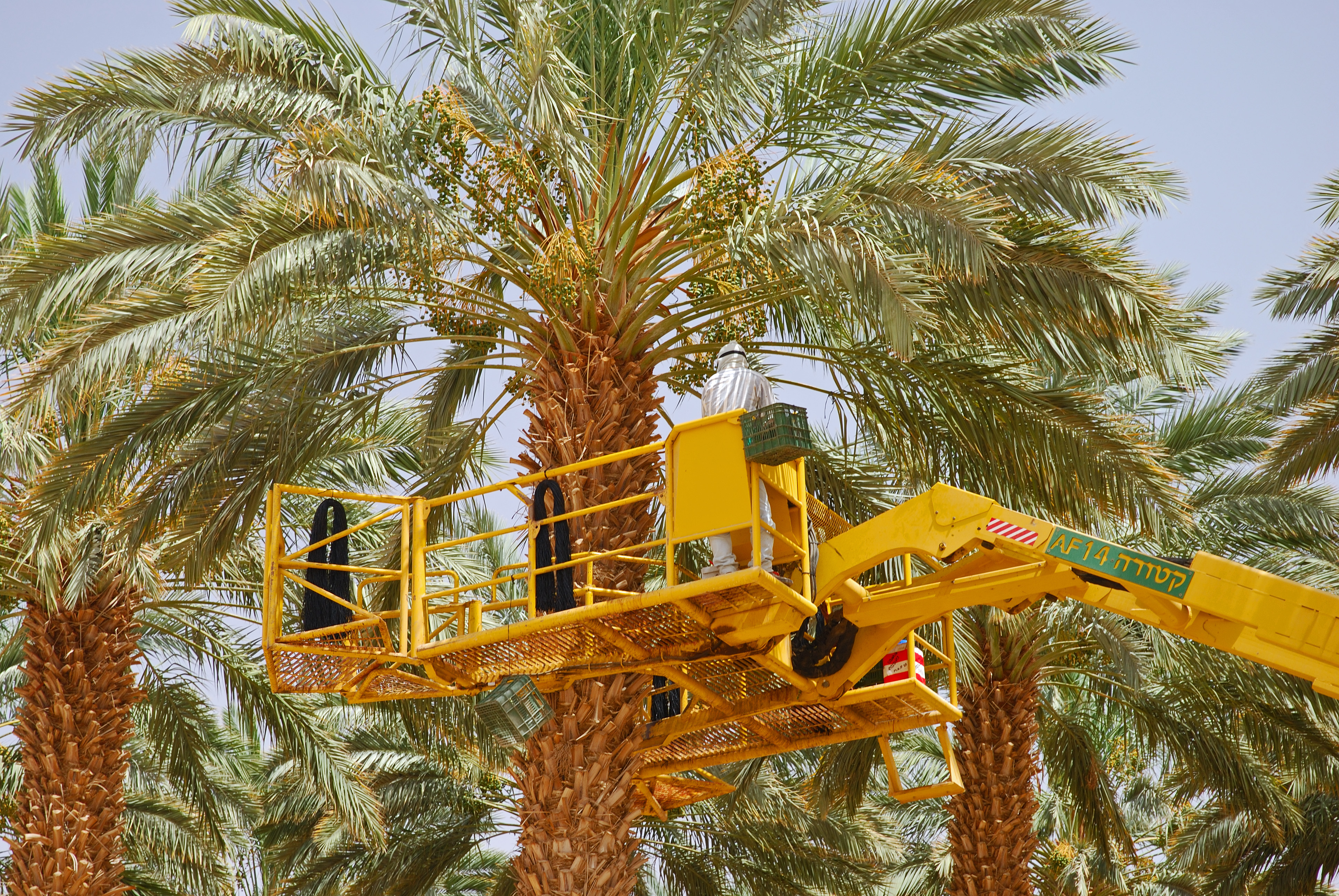
Сбор фиников в Израиле

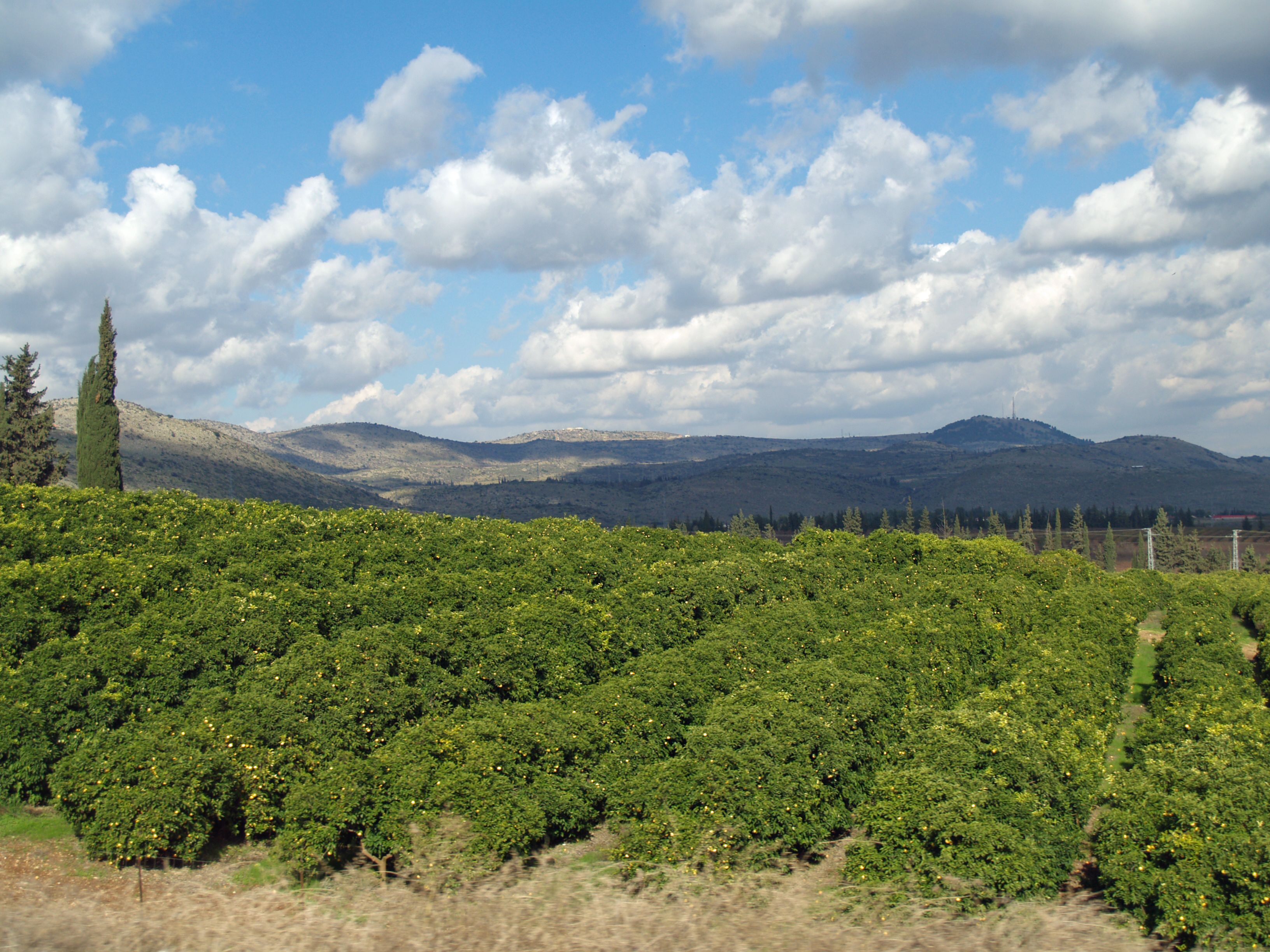
Лимонные рощи в Галилее

Сельское хозяйство в Израиле представляет собой высокоразвитую отрасль народного хозяйства: Израиль является крупным экспортёром свежих продуктов и мировым лидером в области сельскохозяйственных технологий несмотря на то, что география Израиля является далеко не оптимальной для ведения сельского хозяйства. Более половины площади Израиля приходится на пустыни, а климат и нехватка воды не содействуют ведению хозяйства. Только 20 % земли в естественных условиях пригодна для ведения сельского хозяйства. На сегодняшний день сельскохозяйственная продукция составляет 2,5 % ВВП и 3,6 % от экспорта. Только 3,7 % рабочей силы Израиля занято в сельском хозяйстве, при этом Израиль на 95 % обеспечивает собственные потребности, импортируя только зерно, масличные культуры, мясо, кофе, какао и сахар.

## История

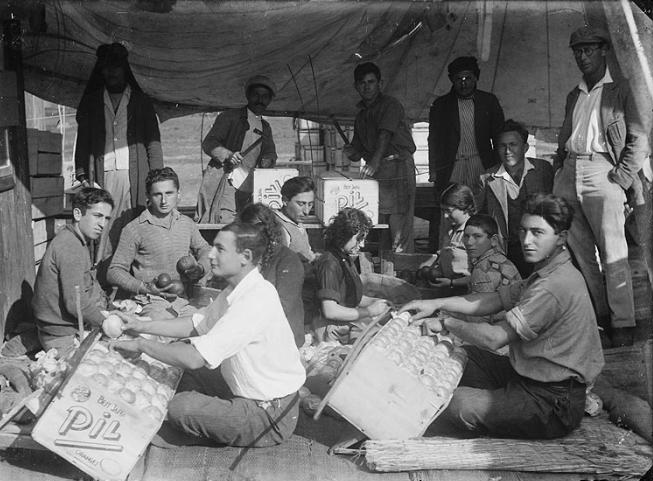
Упаковка цитрусовых в Хадере до образования государства Израиль

Современное сельское хозяйство началось в конце девятнадцатого века, когда первые еврейские переселенцы начали прибывать из стран, где им было запрещено заниматься сельским хозяйством и покупать землю. Они покупали землю, не очень пригодную для сельского хозяйства, хотя она была такой во многом из-за вырубки лесов, эрозии почв и пренебрежительного отношения. Они занялись очисткой полей, строительством террас, осушением болот, восстановлением лесов, противодействием эрозии почвы, и орошением солёных земель. После провозглашения независимости в 1948 году, количество обрабатываемых земель увеличилось с 1650 км² до 4 300 км², а количество сельскохозяйственных поселений увеличилось с 400 до 725. Производство сельскохозяйственной продукции увеличилось в 16 раз, втрое по сравнению с ростом населения.
Главной проблемой была вода. Дожди в Израиле идут только зимой, с сентября по апрель, распределяясь неравномерно по территории страны, от 70 см на севере до 2 см на юге. Годовые возобновляемые запасы воды составляют примерно 160 000 000 м3, из них около 75 % идёт на нужды сельского хозяйства. Большая часть запасов пресной воды в Израиле поступает во Всеизраильский водопровод, сеть насосных станций, хранилищ, каналов и водопроводов, задача которого направлять воду с севера на юг.
Важность сельского хозяйства в экономике Израиля со временем снижалась, вместе со снижением его доли в ВВП страны. В 1979 году она составляла 6 % от ВВП, в 1985 году — 5,1 %, на 2008 год — лишь 2,5 %. В 1995 году было 43 000 фермерских хозяйств со средней площадью около 13.5 гектаров. 19,8 % из них были меньше одного гектара, 75,7 % — от одного до девяти гектаров, 3,3 % от 10 до 49 гектаров, 0,4 % от 50 до 100 гектаров, и 0,8 % более 200 гектаров.
Из 380 000 гектаров обрабатываемых земель в 1995 году 20,8 % были постоянно обрабатываемые и 79,2 % циклически. Фермерские хозяйства также включали 160 000 гектаров земли, используемой не под сельскохозяйственные нужды.

## Сегодняшний день

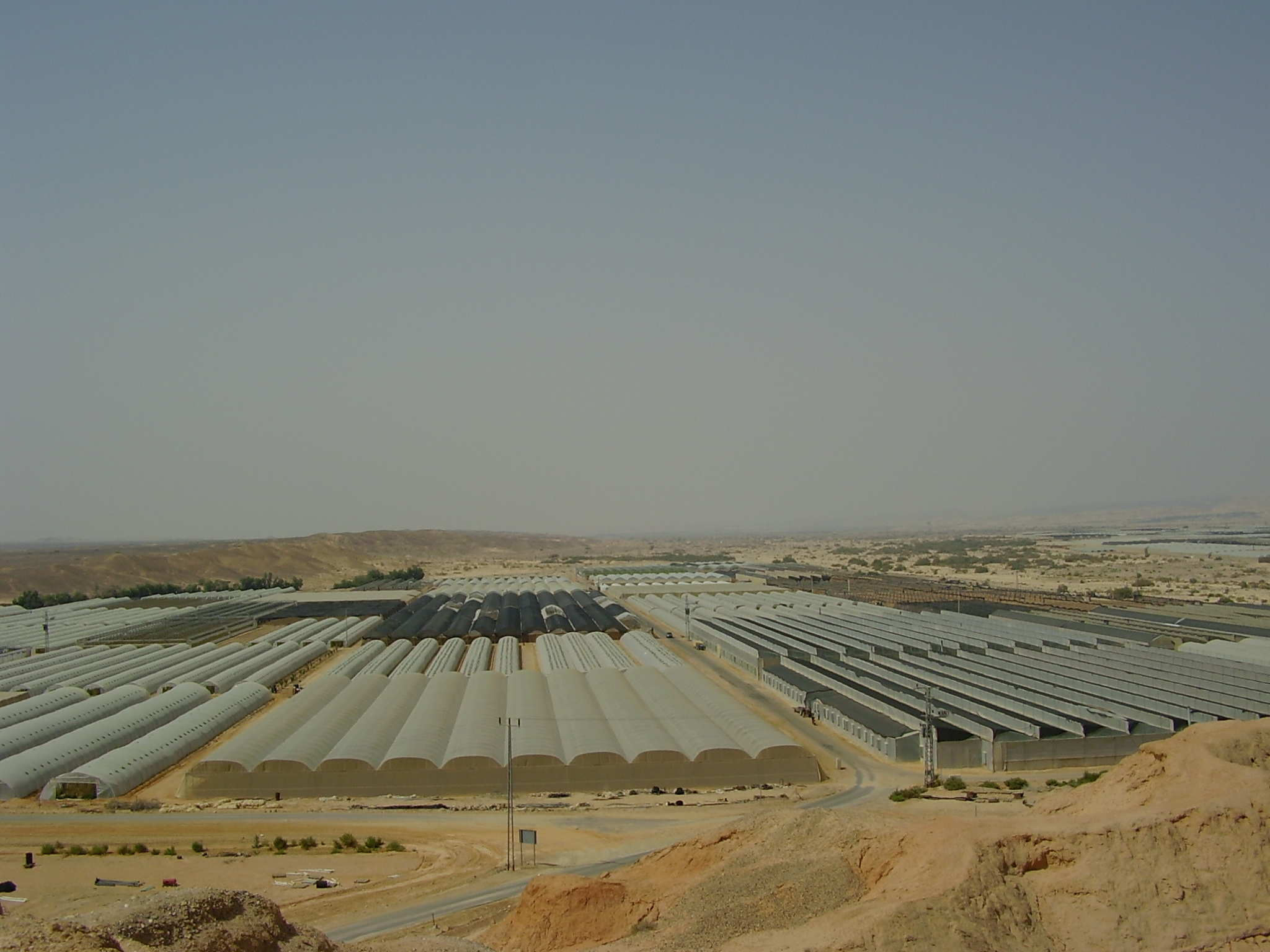
Мошав Эйн-Яхав, теплицы

Выращивание сельскохозяйственных растений концентрируется преимущественно на северных прибрежных равнинах, во внутренних территориях Галилеи и в верхней части Иорданской долины.
В 2006 году объём сельскохозяйственной продукции упал на 0,6 % вслед за ростом на 3,6 % в 2005 году, в то время как затраты в 2007 год выросли на 1,2 % без учёта заработной платы. Между 2004 и 2006 годами овощная продукция составляла около 35 % общего объёма с/х продукции. На продукцию цветоводства приходилось около 20 %, злаки — около 18 %, фрукты (без цитрусовых) — около 15 %, цитрусовые — около 10 %. В 2006, 36,7 % сельскохозяйственной продукции производилось для внутреннего потребления, 33,9 % для внутренней переработки, и 22 % шло на экспорт. В 2006 году 33 % овощей, 27 % цветов, 16 % злаковых, 15,5 % фруктов, и 9 % цитрусовых пошли на экспорт.
Площадь орошаемых угодий увеличилась с 30 000 гектаров в 1948 году до приблизительно 190 000 гектаров в наши дни.
Производство сельскохозяйственной продукции выросло на 26 % между 1999 и 2009 годами, тогда как число занятых в сельском хозяйстве сократилось с 23 500 до 17 000 человек. Потребление воды для выращивания урожая также снизилось, сейчас используется на 12 % меньше воды при увеличении объёмов производимой продукции на 26 %.

## Виды сельскохозяйственных предприятий

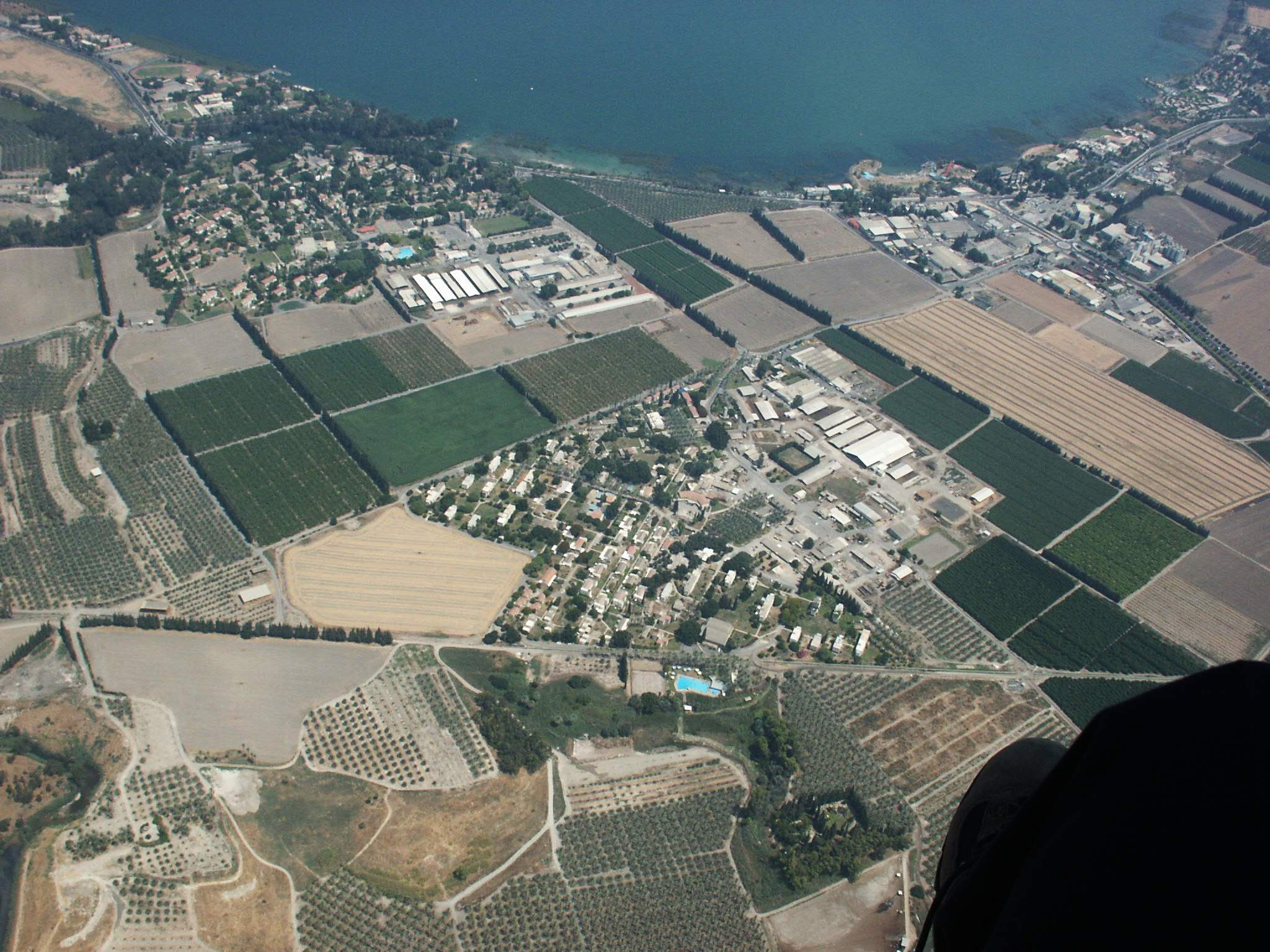
Поля вокруг кибуца Дгания

Большая часть сельскохозяйственных предприятий Израиля построена на коллективных принципах, ещё с начала двадцатого века. Два уникальных вида сельскохозяйственных поселений, кибуцы, общественные хозяйства, в которых средства производства являются общими, как и прибыль, и мошавы, сельскохозяйственные поселения, где каждая семья ведёт собственное хозяйство и обрабатывает собственную землю, тогда как закупки и реализация продукции осуществляется коллективно. Оба вида поселений не только воплощают в жизнь мечту первых переселенцев о социальном равенстве, сотрудничестве и взаимопомощи, но и позволяют получать сельскохозяйственную продукцию в массовых количествах. Сегодня 76 % свежей продукции производится в кибуцах и мошавах, а также немалая часть переработанной продукции.

## Сельскохозяйственная продукция

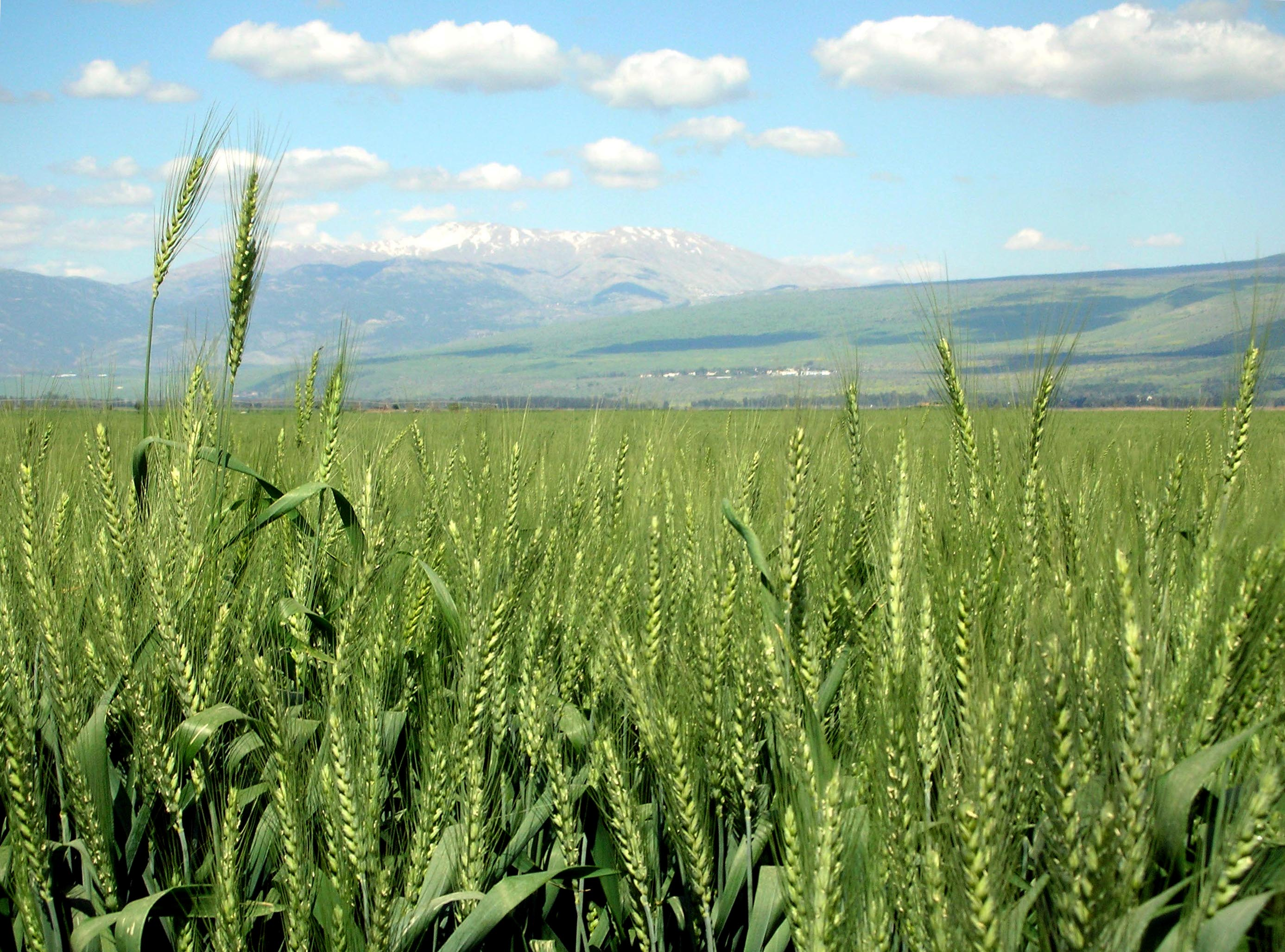
Пшеничные поля в долине Хула

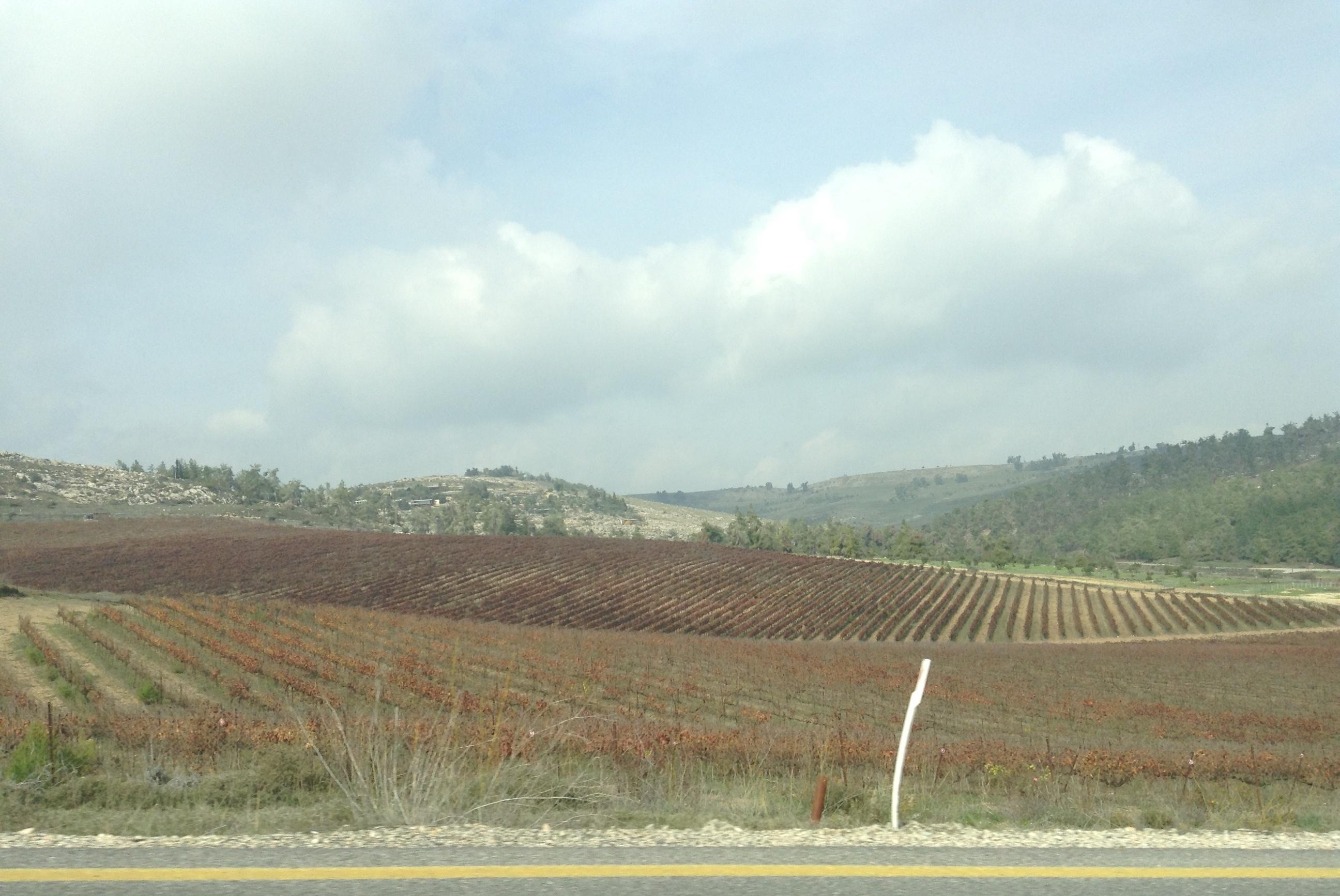
Поля в районе Цфата

### Растениеводство
Благодаря разнообразию земель и климата, Израиль может выращивать широкий спектр сельскохозяйственной продукции. Зерновые культуры, выращиваемые в стране, включают пшеницу, сорго, кукурузу. Их выращивают на 215 000 гектаров, 156 000 из которых составляют озимые.
Среди выращиваемых овощей и фруктов — цитрусовые, авокадо, киви, гуайява,
манго. Виноград выращивается преимущественно на Израильской прибрежной равнине. Томаты, огурцы, перец и кабачки распространены по всей стране, тогда как дыни растут только в зимние месяцы в равнинной местности. В субтропических районах страны выращиваются бананы и финики, тогда как на севере выращивают яблоки, груши и черешню. Виноградники можно найти по всей стране, так как виноделие в стране достигло мировых масштабов.
В 1997 году было выращено хлопка на 107 млн $, большая его часть была продана авансом на фьючерсном рынке. Урожай хлопка выращивается на 28 570 гектаров земли, с применением капельного орошения. 5,5 тонн хлопка-сырца с гектара получают в среднем для азиатских сортов и в средним 5 тонн с гектара для американских, что является одними из самых высоких показателей в мире.

### Животноводство
Молочное животноводство в Израиле достигло лучших показателей в мире по производству молока на одну корову, в среднем 10 208 кг (около 10 000 литров) в год в 2009 году, в соответствии с данными, опубликованными в 2011 году Центральным статистическим бюро Израиля, обогнав Соединённые штаты (9331 кг с одной коровы), Японию (7497 кг), ЕС (6139 кг) и Австралию (5601 кг).12 083 л молока (данные 2014 года)Milknews.ru (20 мая 2015).
В общей сложности 1304 млн литров коровьего молока было произведено в Израиле в 2010 году.
Всё молоко в Израиле производится на молочных фермах, стада в большинстве состоят из Израильской голштинской породы, высокоудойной и устойчивой к болезням. Кроме того, производится овечье молоко, которое идёт на экспорт.
Выращиванием птицы, которая составляет две трети от потребления мяса в стране, на 85 % занимаются мошавы.

### Рыбный промысел и аквакультура

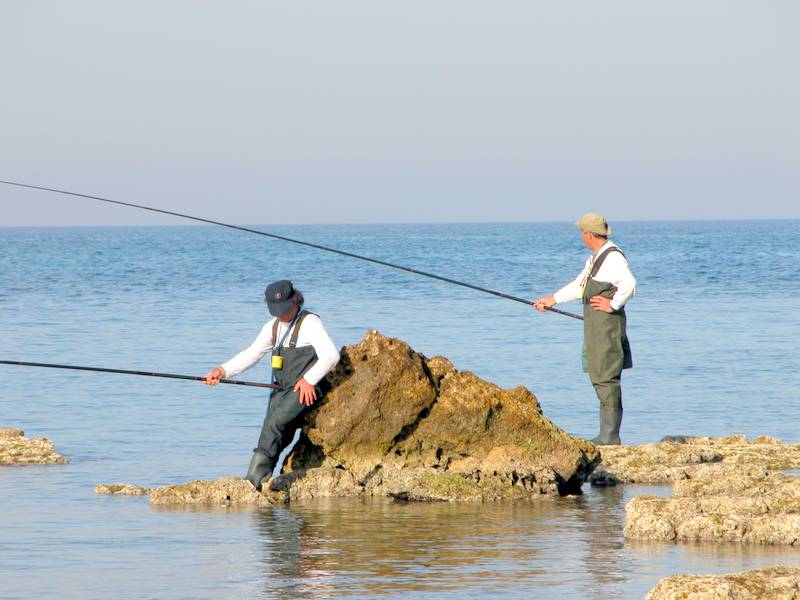
Израильские рыболовы

Средиземное море является источником морской рыбы, тогда как пресноводную рыбу ловят преимущественно в Кинерете (Галилейское море). Также практикуется разведение рыбы в искусственных озёрах в пустыне Негев по новаторским технологиям. Учёные центра изучения сельского хозяйства в пустыне Университета имени Бен-Гуриона обнаружили, что солоноватая вода под пустыней может быть использована для сельского хозяйства и аквакультуры, что привело к разведению рыб, креветок и ракообразных в Негеве.
Рыболовные промыслы в Восточном Средиземноморье значительно снизилась в связи с истощением рыбных запасов и поставки свежей рыбы в Израиль почти полностью зависят от аквакультуры. Рыба из Галилейского моря включает толстолобика, амура, кефаль, тиляпий, американского каменного окуня (en:Rock bass), серебряного окуня (en:Silver Perch) и азиатского морского окуня, ввезенного из Австралии. Рыба, выращиваемая в клетках, погружённых в море включают в себя золотистого спара (в Израиле называемого «денис»), лаврака и серебристого горбыля. Форель и лосось выращиваются в специальных каналообразных прудах в проточной воде из реки Дан, притоке Иордана.

### Овощи и фрукты
Израиль является одним из мировых лидеров по производству и экспорту цитрусовых, включая апельсины, грейпфруты, клементины и помелит, гибрид грейпфрута и помело, разработанный в Израиле.
В Израиле произрастает более сорока видов фруктов. Кроме цитрусовых здесь выращивают авокадо, бананы, яблоки, груши, черешню, сливы, персики и нектарины, виноград, финики, землянику ананасную, опунцию, которую называют цабар, хурму, шесек и гранаты. Израиль является вторым в мире производителем шесека (Мушмула японская) после Японии.
В 1973 году два Израильских учёных, Хаим Рабинович и Нахум Кедар, вывели сорт томатов с более медленным по сравнению с другими сортами сроком созревания в условиях жаркого климата. Их исследование привело к разработке первого в мире коммерческого сорта томатов длительного хранения. Это открытие преобразовало сельское хозяйство Израиля, содействуя экспорту овощных семян и переходу к высокотехнологичному сельскому хозяйству. Это открытие произвело также глобальное воздействие на сельское хозяйство, позволив увеличить масштабы производства благодаря предотвращению порчи продукции. Ранее фермеры были вынуждены отбраковывать до 40 процентов своей продукции.
Сорт томатов 'Томассио' (относится к томатам черри) был выведен в питомниках Хиштил в рамках 12-летней программы разведения с использованием диких перуанских видов для создания новых сортов сладких томатов, высокоурожайных и рано поспевающих.

### Цветоводство

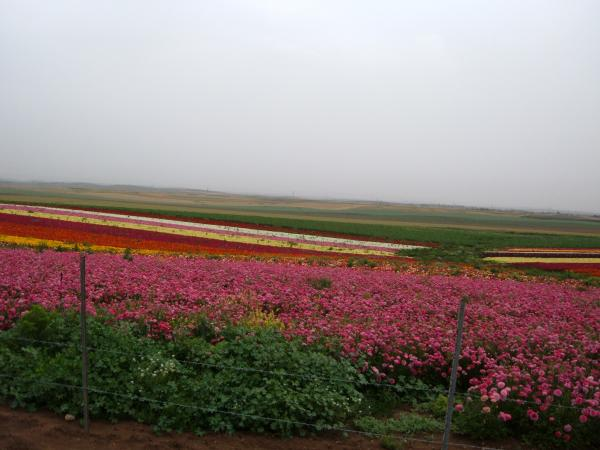
Цветы, выращиваемые на экспорт

В Израиле продукция цветоводства производится на экспорт в больших масштабах. В 2000 году объём экспорта отрасли превысил 50 миллионов долларов. Под розы в Израиле отведено 214 гектаров земли. В дополнение к декоративным цветущим растениям, традиционным для Запада, таким как лилии, розы и тюльпаны, Израиль экспортирует также некоторые виды растений, произрастающих в пустыне. Он стал одним из основных игроков на мировом цветочном рынке, особенно в качестве поставщика традиционных европейских цветов в зимние месяцы.

## Сельскохозяйственные технологии

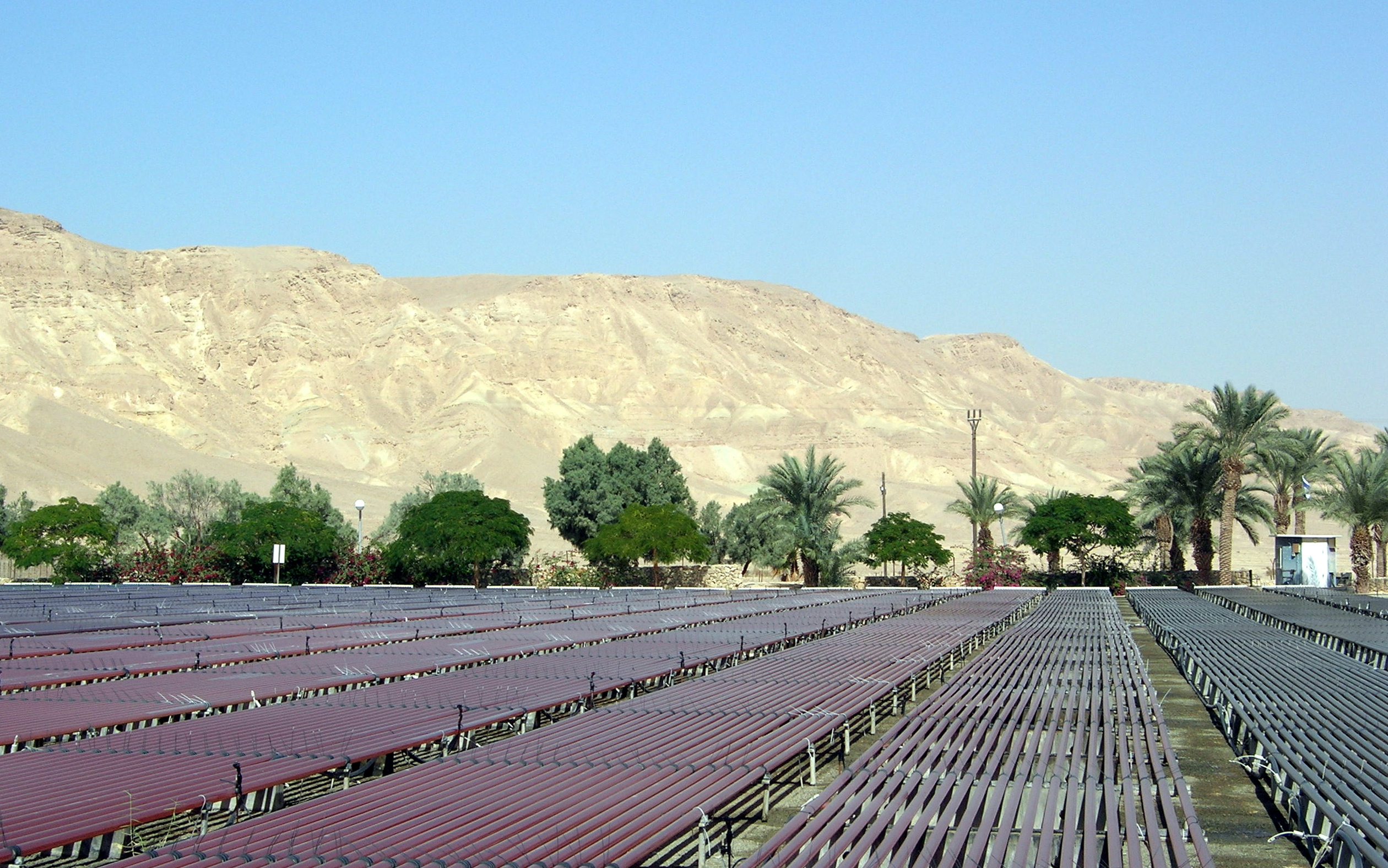
Водорослеводство в кибуце Кетура в пустыне Негев

Израиль является мировым лидером в области сельскохозяйственных исследований и технологий, которые привели к резкому увеличению количества и качества сельскохозяйственных культур страны. Необходимость повышения урожайности и качества зерна привело к разработке новых семян и сортов растений, а также таким инновациям, как кондиционирование почвы, использование вермикулита, который при смешивании с местной почвой повышает урожайность и капельное орошение.

## Выращивание органических продуктов
Органические продукты составляют около 1,5 % от всей сельскохозяйственной продукции Израиля, но их доля в экспорте значительно выше, около 13 %. 70 000 дунамов (70 км²) земли используется под выращивание органической продукции, из них 65 % под овощи, 25 % — фруктовые сады, 6 % — овощные теплицы и 4 % — травы.

## Государственное регулирование
Излишки сельскохозяйственной продукции были почти искоренены в стране, так как хозяйства имеют квоты на производство и потребление воды для каждой культуры, что помогло стабилизировать цены. Существуют квоты на молоко, яйца, птицу и картофель. Израильское правительство также поощряет снижение затрат на сельское хозяйство путём поощрения специализированного сельского хозяйства и прекращения производства сельскохозяйственных культур, для которых нет достаточно прибыльных рынков сбыта. Министерство сельского хозяйства Израиля курирует сельскохозяйственный сектор страны, в том числе в сфере поддержания стандартов здоровья растений и животных, сельскохозяйственного планирования, исследования и маркетинга.